# 超人力霸王Decker
《超人力霸王德卡》（日语：ウルトラマンデッカー），是由圓谷製作所製作的特攝電視劇，2022年7月9日於東京電視台、大阪電視台系列頻道每週六上午9:00-9:30（JST）播映，共25集。並於圓谷官方YouTube頻道於播映日上午8:28分率先播出。標語為「閃耀吧、粉碎吧、飛翔吧、德卡！」（日语：輝け、弾けろ、飛び出せ、デッカー！）。

## 概要
本作為令和時代《超人力霸王系列》第四部作品，1997年劇集《超人力霸王帝納》的25週年紀念作，《TDG三部曲》25週年紀念的第二部作品。同時也是《超人力霸王Trigger》共享世界觀的正統續作，「Neo Frontier Spirit Space」世界觀的後續作品。主監督則曾執導過《超人力霸王R/B》等多部作品的武居正能擔任。劇本統籌則由曾負責《超人力霸王Z》及多部科幻動畫作品的根元歳三和足木淳一郎擔當。配樂則由末廣健一郎和得田真裕製作。

根據松本大輝的說法，本作的拍攝大約於2021年12月開始。而武居正能表示，在2021年5月末至6月初期間，他接到了《德卡》主導演的邀約，加入企劃時已經確定次作仍然是為了呼應TDG25週年紀念作品，但不需要將其作為《特利卡》的續集。相反地，他們打算延續前作的設定、司令室佈景和裝備，也可以在另一個平行時空的GUTS-SELECT世界觀中製作以《帝納》為整個劇集的藍本。然而，在拍攝了《特利卡：特別篇 Z》之後，《德卡》的計劃轉向了不同的方向。此外，由於本作是新生代系列的第10部作品，他們曾希望在劇中向《帝納》致敬的同時，也能夠考慮新生代作品的市場導向，並安排其他新生代系列的戰士客串演出，但在會議後，這個提議被否決，決定一心朝向紀念《帝納》的方向繼續進行。
根據系列構成根元歳三的說法，在撰寫《德卡》時使用了不同於《特利卡》的致敬手法。他們保留了具體性要素的引用，同時強調作品的主題、給人的感覺和氛圍。雖然在外觀上致敬了《帝納》，但劇中的要素更偏向不依賴於《帝納》這部作品。因此，在製作《德卡》時，有兩個要點，一是不將其作為《特利卡》的續篇創作，二是要致敬《帝納》，但不創作「新生代帝納」，這也成為企劃組的共識。
第一波的特報宣傳影片於2022年3月18日在松竹配給的劇場版《超人力霸王特利卡：特別篇 Z》播放主題曲完結後釋出。節目製作於2022年3月31日宣布，並在2022年5月12日公布了製作人員的名單。
2022年6月16日，與前作《特利卡》一樣，透過線上發佈會展示了新作品的規劃。

### 風格
本作的主題是『未來』。武居正能將他對《特利卡》的印象描述為「過去影響現在，挑戰過去」，而這部作品是「未來該怎麼辦」和「未來會發生怎麼樣的事情」，劇中以絕不氣餒、積極向上的主人公明日見奏大為中心，與充滿個性的登場人物們一起躍動成長的故事。專注於經歷大事件之後，奏大如何成為GUTS-SELECT的隊員的成長作為導向。
武居正能表示本作與《帝納》的相似之處，僅有索菲亞攻擊地球的部分，並非完全重啟《帝納》的設定，並和《特利卡》一樣是在具有前作存在的眾多要素中，將成為關鍵點的基礎注入新的要素後而重新構建。考慮到與前作《特利卡》的聯繫，劇中將繼承了前作防衛隊與防衛組織的設定和名稱，但在本作則將防衛隊的定位與前作的單位較為不同，並徹底重組作為新一代成員的團隊，與《特利卡》登場的防衛隊形成較大的對比。
在戰鬥場景中，與時常出現昭和怪獸的歷屆新生代作品不同，本作盡量從「新作品」的定位中盡可能出現全新的怪獸，此外，因應《超人七號》55週年紀念，劇中也將會出現膠囊怪獸，此外，在本作中也注重於人類的子彈戰。

#### 選角
選角方面，選定松本大輝飾演本作的主角明日見奏大、因應「年輕人的成長」被提出作為故事的主題，村山優香、大地伸永在劇中飾演與奏大同期的防衛隊隊員桐野唯千夏、龍門創守，並作為奏大的夥伴活躍。
其他演員方面，小柳友飾演TPU技術部所屬的科學家朝影悠一郎/阿加姆斯，此前曾於《超人力霸王傑洛THE MOVIE》（2010年）飾演男主角嵐，宮澤佐江於劇中飾演海岬五和副隊長，曾參與《超人力霸王傳奇》演出，黃川田雅哉飾演昴星帝司隊長。曾於及《超人力霸王X》飾演高德星人·tE・rU，三人皆為參與超人力霸王系列的第二次演出。土田大聲演電腦友機HANE-2（羽次郎），該角色為TPU研發的AI機器人，並作為新生GUTS-SELECT的合作夥伴活躍。
此外作為《特利卡》的後日談作品，從前作回歸的演員包括寺坂賴我飾演真中劍悟、豐田留妃飾演靜間尤奈、金子隼也飾演聖彰人、高木勝也飾演辰巳誠也、M.A.O聲演瑪露露。該演員群為初代GUTS-SELECT的成員，在本作則演繹經歷《特利卡》結局後十年，各自邁向不同領域發展的角色們。上坂堇回歸聲演卡露蜜拉，為《特利卡》登場的敵役角色。

## 故事大綱
在超人力霸王Trigger與闇之巨人、邪惡特利卡的戰鬥已經過去了七年，世界進入了技術向宇宙推進飛速發展的「新前線時代」，人類的目光進一步轉向宇宙開發，而怪獸災害的對策規模傾向縮小。
正當人類進入和平時代之時，突然飛來的神秘宇宙浮遊物體「索菲亞」開始襲擊地球和火星殖民地，導致人類與宇宙的聯繫被斷絕，成為了“孤島般的星球”。
主角「明日見奏大」的日常生活也被這魔手迫近，在眼前不停發生破壞，終於現身的巨大怪獸，奏大不顧危險，跳向面前敵人之時，卻意外變身成了全新的巨人「超人力霸王德卡」。

## 本作登場的超人力霸王

### 超人力霸王德卡
本作登場的超人力霸王戰士，是與明日見奏大融合的光之巨人。在閃光型的基礎上，能夠以強壯型、奇蹟型及強勁型等型態變化的力量進行戰鬥。
根據奏大在劇場版的推測中，被認為在數百年後的未來，德卡・明日見在被帝納所救後，意外獲得了「帝納之光」而變身成超人力霸王的力量，因而在形態上有著與帝納相似的能力，當得知阿加姆斯將率領索菲亞來到過去的地球進行復仇計畫時，德卡則將超級D閃光劍的力量給予這個時代的光「奏大」，因而令巨人的力量在當代現身。
在最終話戰勝母體索菲亞祖魯斯後，能夠變身成的德卡超級D閃光劍及超級次元卡盒在奏大的面前消失，使得奏大再度變成正常的人類。後在劇場版中，藉由帝納斯的卡與新生GUTS-SELECT所擁有的卡融合後，使奏大再次獲得德卡的力量。
人間體：明日見奏大、德卡・明日見（14及15話）
身高：55公尺
體重：4萬5千噸
年齡：不詳
超人力霸王德卡的每種形態以及必殺技的名稱，實際上與超人力霸王帝納的角色設定、技能幾乎相同，在規劃中則是在舊平成和新生代系列的取自元素下塑造，從角色繼承帝納形象的角度來看，該超人的輪廓和戰鬥風格都保持了帝納一慣性的風格，動作也恢復了平成三部曲的形象，其變身的序言也保持簡單和簡短，帶有象徵形式的醒目的短語，以便孩子們可以快速記住。 

#### 設計
超人力霸王德卡由後藤正行設計，該角色有著不同於以往超人力霸王的設計，除了在外觀上呈現左右不對稱設計外，還同時將彩色計時器的位置從胸腔挪移至左胸。在每種形態上的名稱及造型則是取自於超人力霸王帝納的元素設定再構成。其裝甲設計在每個形態下都有很大的變化。不對稱設計是應總導演武居正能的要求。設計師後藤正行也將該角色設計描述為「具有挑戰性的形象」。

#### 變身器
- 超級D閃光劍

原文： / Ultra D Flasher
超人力霸王德卡/超人力霸王狄娜斯的變身道具。下端刻劃著如同德卡臉部的造型，上端則能透過折疊的方式將其中的水晶展開。
此變身道具名稱及造型上參考了超人力霸王帝納的變身道具 － 閃光劍（リーフラッシャー）。

#### 型態變化
- 閃光型

原文： / Flash Type 
第一話登場，超人力霸王德卡的基礎形態。
最終話短暫出現此型態的閃耀永恆狀態,是奏大接收了劍悟變身的閃耀特利卡永恆的力量後與對戰母體索菲亞祖魯斯光線對決期間爆發力量及在劇場版亦有出現此情況。
必殺技：賽魯傑德光線（セルジェンド光線）
台詞：「 閃耀吧！閃光 」（輝け！フラッシュ！）
- 強壯型[註 1]

原文： / Strong Type 
第三話登場，超人力霸王德卡的力量特化形態。
必殺技：德魯涅德烈破（ドルネイドブレイカー）
台詞：「 粉碎吧！強壯 」（弾けろ！ストロング！）
- 奇蹟型

原文： / Miracle Type 
第五話登場，超人力霸王德卡的超能力特化形態。
必殺技：雷亞琉特波動（レアリュートウェーブ）
台詞：「 飛翔吧！奇蹟 」（飛び出せ！ミラクル！）
- 強勁型

原文： / Dynamic Type 
第十五話登場，超人力霸王德卡的最強形態。是加入了德卡.明日見的力量及回應奏大不認輸的拼死覺悟因而變換後新姿態。
另外將手放在額頭的「德卡頭角水晶」前方，能夠使用的強化道具「德卡盾劍」。共能切換成「盾牌模式」及「聖劍模式」進行戰鬥。
最終話在閃耀特利卡永恆用手按着母體索菲亞祖魯斯的中間核心吸取力量然後飛至半空將轉力量化為光球再傳送至地面的奏大,開始奔跑然後直接一躍變身成此型態。
必殺技：戴謬德光線（ダイミュード光線）
台詞：「 爆發吧！強勁！ 」（ほとばしれ！ダイナミック！！）

#### 武器·道具
- 超級雙重劍

原文： / Ultra Dual Sword
第7話登場，超人力霸王德卡的專屬武器。由金色的劍刃和紅色的握柄構成的劍型武器，並支持超級次元卡的聯動，此外該武器也能夠由超人力霸王特利卡使用。
最初，雙重劍是由另一位尤紗蕾托付給予劍悟使用，後在與索菲亞邪神梅加隆佐亞戰鬥時由劍悟召喚，並用此武器發動特利卡型態的必殺招式擊退了對方，在第8話後，啟程要回到火星的劍悟則將雙重劍轉交給予了奏大。
在第9話開始，奏大能夠使用該武器並轉換為帝卡模式，能夠連續掃描三張怪獸卡或超人卡以發動攻擊。
第19話奏大在TPU月面基地與劍悟再次合作戰鬥,將雙重劍及托利加的三種型態次元卡交到劍悟手上,三張卡合一形成閃耀托利加永恆型態。
- 超級次元卡

原文： / Ultra Dimension Card
突然出現在奏大面前的神秘卡片，可與超級D閃光劍進行聯動使用。
| 卡片名稱                                                                                  | 卡片屬性 | 相關簡介                                                       | 初次登場話數 | 備註 |
| ----------------------------------------------------------------------------------------- | -------- | -------------------------------------------------------------- | ------------ | --- |
| 超人力霸王系列                                                                            |          |                                                                |              | |
| 超人力霸王德卡 閃光型 ウルトラマンデッカー フラッシュタイプ Ultraman Decker Flash Type    | 煌       | 藴藏着閃光型的力量，可變成超人帝卡閃光型。                     | 1            | 當奏大被索菲亞球體吸收時,奏大內心的強大意志連接了在宇宙的神秘光芒德卡而誔生。                                                                 |
| 超人力霸王德卡 強壯型 ウルトラマンデッカー ストロングタイプ Ultraman Decker Strong Type   | 力       | 藴藏着強壯型的力量，可變成超人帝卡強壯型。                     | 3            | 與索菲亞哥摩拉的戰鬥,奏大感到需要力量時,由超級次元卡盒自動打開並去到奏大面前。                                                                |
| 超人力霸王德卡 奇蹟型 ウルトラマンデッカー ミラクルタイプ Ultraman Decker Miracle Type    | 導       | 藴藏着奇蹟型的力量，可變成超人帝卡奇蹟型。                     | 5            | 與小艾雷王/艾雷王 艾莉的戰鬥,奏大需要奇蹟時,由超級次元卡盒自動打開並去到奏大面前。                                                            |
| 超人力霸王德卡 強勁型 ウルトラマンデッカー ダイナミックタイプ Ultraman Decker DynamicType | 勳       | 藴藏着強勁型的力量，可變成超人帝卡強勁型。                     | 15           | 當特拉菲扎發射必殺光炮攻擊，帝卡·明日見將自身力量加入在帝卡內的奏大，帝卡雙手交叉擋住時的永不放棄態度形成此卡。                               |
| 超人力霸王特利卡 複合型 ウルトラマントリガー マルチタイプ Ultraman Trigger Muiti Type     | 古       | 藴藏着複合型的力量，可使用超人力霸王特利卡 複合型的力量。      | 7            | 於10年前出現的超古代光之巨人,第7話出現另一位尤莎蕾的殘影,給了劍悟超級次元卡、超級雙重劍及召唤超級雙重劍錀匙,並叫劍悟前往地球。                |
| 閃耀特利卡 永恆型 グリッタートリガーエタニティ Glitter Trigger Eternity                   | 輝       | 藴藏着閃耀特利卡 永恆型的力量，可使用閃耀特利卡 永恆型的力量。 | 19           | 與被索菲亞附體的加拉特隆MK2戰鬥尾段,奏大將三張特利卡的型態次元卡交到劍悟手上時融合而成。                                                      |
| 超人力霸王帝納 閃光型 ウルトラマンダイナ フラッシュタイプ Ultraman Dyna Flash Type        | 煌       | 藴藏着閃光型的力量，可變成/使用超人帝納閃光型的力量。          | 21           | 由於索菲亞喬莫斯用光束開啟時空洞,令未來的帝納穿越至帝卡所在的世界戰鬥,後傳送了自己及迪加的次元卡,及與帝卡共同戰勝索菲亞喬莫斯。               |
| 超人力霸王帝納 強壯型 ウルトラマンダイナ フラッシュタイプ Ultraman Dyna Strong Type       | 火       | 藴藏着強壯型的力量，可變成/使用超人帝納強壯型的力量。          |              | |
| 超人力霸王帝納 奇蹟型 ウルトラマンダイナ フラッシュタイプ Ultraman Dyna Miracle Type      | 速       | 藴藏着奇蹟型的力量，可變成/使用超人帝納奇蹟型的力量。          |              | |
| 超人狄娜斯 ウルトラマンディナス Ultraman Dinas                                            | 煌       | 藴藏着超人狄娜斯的力量，可變成超人狄娜斯。                     | 劇場版       | 吉貝爾斯教授指派三個宇宙人突襲拉比星,破壞其間的爆炸余波令狄娜斯倒地失去意識,及後帝拿趕到將三個宇宙人消滅並將自身的光分給狄娜斯,成為光之巨人。 |
| 超人力霸王Z 原初形態 ウルトラマンZ オリジナル Ultraman Z Original                         | 光       |                                                                |              | |
| 超人力霸王大河 ウルトラマンタイガ Ultraman Taiga                                          | 光       |                                                                |              | |
| 超人力霸王羅索 火型態 ウルトラマンロッソ フレイム Ultraman Rosso Flame                    | 火       |                                                                |              | |
| 超人力霸王布魯 水形態 ウルトラマンブル アクア Ultraman Blu Aqua                           | 水       |                                                                |              | |
| 超人力霸王捷德 原始型態 ウルトラマンジード プリミテイブ UItraman Geed Primitive           | 力       |                                                                |              | |
| 超人力霸王X ウルトラマンX UItraman X                                                      | 鎧       |                                                                |              | |
| 超人力霸王傑洛 ウルトラマンゼロ Ultraman                                                  | 斬       |                                                                |              | |
| 超人力霸王貝利亞 ウルトラマンベリアル Ultraman Belial                                     | 闇       |                                                                |              | |
| 機械人系列                                                                                |          |                                                                |              | |
| 電腦魔人泰拉費札 電脳魔人テラフェイザー Terra Phaser                                      | -        | 藴藏着電腦魔人泰拉費札的力量                                   | 11           | 原本為應付新闇之三巨人而設計,其後因為戰事完結及力量過於強大被擱置,直至本作第11話應付索菲亞奈奧美加斯才正式完成登場及實戰。                    |
| 怪獸系列                                                                                  |          |                                                                |              | |
| 加 セブンガー Sevenger                                                                    | 拳       |                                                                |              | |
| 莫斯阿甲 モンスアーガー Mons-Ahgar                                                        | 暴       | 藴藏着破壞獸莫斯阿甲的力量                                     | 4            | 在神秘膠嚢噴出紅色煙霧後出現,在本篇中被敵人用作宣傳。                                                                                         |
| 誾之巨人系列                                                                              |          |                                                                |              | |
| 妖麗戰士 卡露蜜拉 妖麗戦士カルミラ （The Captivating Warrior）Carmeara                    | 誾       | 藴藏着妖麗戰士 卡露蜜拉的力量                                  |              | |
| 剛力鬥士 達貢 剛力闘士ダーゴン （The Herculean Fighter）Darrgon                           | 火       | 藴藏着剛力鬥士 達貢的力量                                      |              | |
| 俊敏策士 修朵拉姆 俊敏策士ヒュドラム （The Agile Tactician）Hudram                        | 風       | 藴藏着俊敏策士 修朵拉姆的力量                                  | 17           | 10年前的隊長帝司在車內發現少年的創守引導並將從他車內救出及與修朵拉姆戰鬥的回憶,在本集內再現。                                                 |
| 索菲亞系列                                                                                |          |                                                                |              | |
| 索菲亞/索菲亞士兵 スフィア/スフィアソルジャー Sphere                                      |          | 藴藏着索菲亞的力量                                             | 7            | 由另一位尤紗蕾給於劍悟的其中一張超級次元卡,劍悟變成特利卡(空中型)到達地球前使用此卡突破了索菲亞的封鎖。                                       |
| 索菲亞祖魯斯 スフィアザウルス Sphere Zaurus                                               | 全       | 藴藏着索菲亞祖魯斯的力量                                       | 1            | 本篇第1,14及15話出現的索菲亞融合獸,第1話被帝卡擊敗後於第14話增強力量並再次出現。                                                              |
| 索菲亞哥摩拉 スフィアゴモラ Sphere Gomora                                                 | 土       | 藴藏着索菲亞哥摩拉的力量                                       |              | |
| 索菲亞奈奧美加斯 スフィアネオメガス Sphere Neomegas                                       | 全       | 藴藏着索菲亞奈奧美加斯的力量                                   | 12           | 第10話尾段被帝卡擊敗奈奧美加斯留下的角,於第12話被索菲亞入侵後復活,破壞城市。                                                                  |
| 母體索菲亞祖魯斯 母体 スフィアザウルス Mother Sphere Saurus                               | 全       | 藴藏着母體索菲亞祖魯斯的力量                                   | 23(尾段),    | 本篇最終怪獸,第23話尾段由索菲亞士兵組成三支的尖形柱體吸收地球能量並傳送至宇宙形成。                                                           |

- 超級次元卡收納盒

原文： / Ultra Dimension Card Holder
收納超級次元卡的裝置。

### 膠囊怪獸
超人力霸王德卡能夠引導怪物卡，以台詞「Mons Dimension！」的呼喊來激活膠囊怪獸，每一個膠囊怪獸都有一分鐘的活動時間協助戰鬥。
- 米克拉斯

原文：ミクラス / Miclas
第二話初登場，擅長肉搏戰，力量強大的怪獸。
- 阿基拉

原文：アギラ / Agira
第六話初登場，擅長以敏捷的動作攻擊敵人的怪獸。
- 溫達姆

原文：ウインダム  / Windom
第九話初登場，擅長發出激光光束攻擊敵人，具有金屬質感和電子大腦的怪獸。

### 其他登場的超人戰士/闇之巨人
超人力霸王特利卡 
原文： / Ultraman Trigger
在本傳10年前跨越時空而甦醒，過去曾活躍三千萬年前超古代文明的光之巨人。實則為初代GUTS-SELECT成員真中劍悟所變身的巨人即本體。其身份目前為初代GUTS-SELECT成員們的秘密。
在廣播劇的設定中，超人力霸王特利卡和黑暗特利卡是奏大的「童年英雄」。奏大小時候曾經歷行星破壞神撒旦迪洛斯的襲擊事件。在意外受到超人力霸王特利卡的幫助後，特利卡毫不放棄對抗撒旦迪洛斯的決心給他深刻的印象。
 妖麗戰士卡露蜜拉  （CV：上坂堇）
原文： / （The Captivating Warrior）Carmeara 
在本傳10年前瞄準在地球上的神秘物體·永恆之核行動，過去曾活躍三千萬年前超古代文明的闇之巨人，是性格殘忍的強大女戰士。在過去的戰役中對特利卡有著極大的仇恨，對此存有複雜矛盾的感情，當獲得永恆之核的力量後一度變成邪神梅加洛杰厄，在被劍悟變身的特利卡真實擊敗後，從對方懷抱中消散，而她的逝去也成為劍悟的心結。
在《超人力霸王德卡》第7話中，10年後被索菲亞寄生其殘餘力量而復活，在被劍悟救出後，並得知對方本來就無否定黑暗的價值後化敵為友，協助特利卡及德卡對抗索菲亞梅加隆佐亞，在結局攜帶著達貢和修朵拉姆的力量，與特利卡離開了地球。
超人力霸王帝納 
原文： / Ultraman Dyna
来自和超人力霸王迪卡同一宇宙的超人力霸王，真身是SUPER GUTS的队员飞鸟真使用闪光剑变身而成。第15話出現在德卡·明日見的記憶，是在未來的地球與索菲亞戰鬥的另一位巨人。
第21話中，由於索菲亞莫喬斯開啟時空漩渦的影響，因而從未來的宇宙穿越至當代阻止索菲亞的行動，並與德卡一起作戰，在戰鬥結束後向奏大以念力形式表示「未來，是沒有人能預測的。」後，回到了原本的時空。第22話以阿加慕斯的回憶方式，展示與德卡共同使用奇蹟型態與索菲亞在宇宙戰鬥的情景。
在《德卡最終章》時，於帝納斯的回想登場，是在於其故鄉過去被宇宙人襲擊之時及時出現並消滅了敵人，瀕危之際，他用自身的光救了生命垂危的帝納斯，帝納斯的內心與帝納之光互相呼應成為了光之巨人，兩人共同戰鬥後，帝納離開了拉維安星。

## 劇場版登場的超人

#### 超人力霸王帝納斯
於劇場版《超人力霸王德卡最終章：旅途的彼方...》登場的超人力霸王戰士，是德卡長相相似的神秘光之巨人。全身具有紫色的紋路以及紅色的彩色計時器。其真身是來自拉維安星的拉維安星人「帝納斯」所變身的姿態。
由於拉維安星人因體力差異並不適合戰鬥，當她變身成超人力霸王之後，其胸口的彩色計時器則呈現紅色，同時在踢腳及拳擊的格鬥系技能也不是特別強，為了作彌補，她擅長使用怪獸卡使出各種技能，施展出與其能力相同的攻擊能力。
人間體：帝納斯
身高：55公尺
體重：4萬5千噸
年齡：不詳
關於其獲得超人力霸王力量的則由，則是在於其故鄉過去被宇宙人襲擊之時。瀕危之際，帝納用自身的光救了生命垂危的帝納斯，狄娜斯通過了「帝納之光」，意外獲得了變身成超人力霸王的力量，此後，為了向救命恩人帝納看齊，她長期在宇宙間追擊敵人，也因而造就了其堅定戰鬥的決心。此後為了阻止吉貝爾斯的陰謀，他因而來到地球與奏大一行人結識。然而她卻在與銀河皇獸的襲擊不敵對方而體力耗盡，最後在眾人極力集氣的心願下，她最後透過能夠變成帝納斯的卡與新生GUTS-SELECT所擁有的卡融合，使得奏大再次獲得德卡的力量。
設計
超人力霸王帝納斯和邪惡特利卡一樣同樣是由脇貴彥負責改造的設計工作。武居給予的委託要求是「德卡閃光型的半成體，未來會進化成閃光型」的舉例，因而捨去德卡胸前的星空圖案，並把胸甲分割成兩塊，然而脇貴彥及團隊設計時，並不知道帝納斯的變身者會是女生。至於身形紋路為紫色的原因，則是參考了超人力霸王高斯的宇宙日冕模式。

## 本作登場的防衛組織

### TPU
地球和平同盟組織 TPU 
全名「Terrestrial Peaceable Union」， 前作《超人力霸王Trigger》中登場的防衛組織。
是靜間財團的創立者「靜間光國」為對抗災厄的威脅，在世界政府的支持下因而成立以現代科學精英組成的調查組織。
關聯機關
- GUTS-SELECT
- 技術部
  - 特務3課
  - 特務2課
- 訓練校
  - 宇宙開發課
  - 怪獸對策課
- 廣報部
- 捜査部
- 整備部
- 警備部
- 經理部
- 內部調查局
- 宇宙開發中心
- 怪獸研究室

### 新生GUTS-SELECT
隸屬於TPU的索菲亞對策防衛隊，全名為：全球無限任務小隊「Global Unlimited Task Squad（Select）」。
本作中因應索菲亞災害事件而進行內部重組，不再延續以往的7人隊伍陣容，改由5人+AI補助機器人組成。其隊徽沒太大的變化，成員服裝也經過了重新設計，更改為黑色底服上襯搭橙色線條為特徵。此外還增加頭盔、肘部保護裝置作為裝備。此外也有帶有徽標的飛行夾克設備。
除了昴星隊長和海岬副隊長以外，其他三人都是在訓練校怪獸對策科進行課程一年後，同時入伍的新成員。朝影雄一郎加入團隊的方式類似於從TPU借調。
與研究和分析超古代遺跡的原GUTS-SELECT不同，新生GUTS-SELECT本身即為對抗索菲亞為目標的隊伍，故隊伍裝備、設施與前團隊相比較為軍武化，隊伍設計則參考了《平成超人力霸王系列》的防衛隊所擁有的團結感和氛圍。
在《德卡最終章》後，原有的五位成員中，昴星隊長和海岬副隊長離開隊伍成為高層人員，龍門被任命為新任隊長，並帶領三名TPU訓練校提升的成員保護地球，奏大、唯千夏則與新加入的帝納斯成為第二批太空探索隊的成員，離開太陽系朝向更遙遠的地方進發。使得當前隊伍共為7人（4名地球成員、3名宇宙探索隊隊員）。

#### 原GUTS-SELECT
於前作《超人力霸王Trigger》中登場的防衛隊，原由7人成員組成，以研究分析超古代遺跡、怪獸災害對策為目標的學術團隊。因應怪獸災害的對策規模傾向縮小解散。成員則分別以另闢蹊徑或者前往火星殖民地的領域前進。
本作中，該隊伍的五位前成員正待在火星殖民地與索菲亞展開戰鬥，擔任通訊員的瑪露露則是再度被分配到特務三課協助任務，靜間尤奈則擔任光國的秘書，是初代隊伍中僅留在地球的兩位前成員。
在《德卡最終章》時，五位前成員被任命為第一批太空探索隊的成員，搭乘納斯迪賽號穿過太陽系，推進到冥王星海域朝向更遙遠的地方進發。

### 武器・裝備
配件
- GUTS-SELECT成員制服 （GUTS-SELECTメンバーズスーツ）

GUTS-SELECT隊員所穿戴的制服，有防熱防寒功能。除了標準裝備外，靴子、手套和GUTS-SELECT頭盔也作為附加裝備佩戴。
- GUTS-SELECT飛行員頭盔 （GUTS-SELECTパイロットヘルメット）

GUTS-SELECT 成員登上GUTS獵隼時佩戴的頭盔。除了保護飛行員免受撞擊的基本功能外，它還具有通信和數據鏈功能。雖然它是供飛行員使用的，但它是一種多功能類型，對地面活動也很有用。
武器
- 選擇超級槍 （セレクトハイパーガン）

GUTS-SELECT隊員攜帶的專用槍枝。通過在槍管中央裝載超級彈藥筒來發射強大的射線外，它還可以通過更換彈藥筒來用於火焰、冷凍、電擊和麻醉等應用。
- 選擇超級槍卡賓槍（セレクトハイパーガンカービン）

擁有擴展附件及重型設備規格的選擇超級槍。除了可以通過破壞動作裝載超彈藥筒用於各種用途功能外，還增加了威力和射程，且在槍管底部提供了超榴彈發射器。
此外通過安裝適合遠距離精確射擊的超長槍管，可以按照狙擊手定制規格進行操作。
基地
- 納斯迪賽號 （ /Nursedessei）

於前作《超人力霸王Trigger》登場，由聖彰人和TPU合力開發，供GUTS-SELECT的隊員們搭乘，全長共達40公尺的對怪獸戰鬥用艦艇。艙內設有能夠移動作戰的艦橋、房間、研究室，能夠轉換成如宇宙龍納斯姿態的「戰鬥形態」，配備武裝則有「雷射雨」、「新極限納斯光炮」等設施。並由海崎副隊長負責駕駛。
在本作第一話中，原因應而怪獸災害的對策規模傾向縮小而完全無人AI自動化，然而因應索菲亞會影響遠端遙控，因而再次更改回載人駕駛控制使用。並對控制室以及引擎加以改良，使其戰鬥力大幅上升。
戰機
- GUTS 獵隼 （ / GUTS Falcon）

於前作《超人力霸王Trigger》登場，由聖彰人和TPU合力開發，GUTS-SELECT的動母艦納斯迪賽號上搭載的艦載機。
在本作第一話中，原因應而怪獸災害的對策規模傾向縮小而完全無人AI自動化，然而因應索菲亞會影響遠端遙控，在一年後已從無人變形機改造成載人駕駛機。並由奏大和龍門隊員兩人分別駕駛。羽次郎在索菲亞的影響下仍能作近端遙控，但精準度會相對下降。
- GUTS 獵鷹 （ / GUTS Hawk）

本作登場的新型無人變形機，全長約23公尺，此變形機擁有展開最大速度功力的「飛龍模式」協助戰鬥。並由羽次郎（HANE-2）負責操控。
- GUTS 獅鷲 （ / GUTS Gryffin）

本作登場的新戰鬥變形機，全長約50公尺，由GUTS獵鷹與GUTS獵隼所合體的戰鬥機。第4話由朝影雄一郎提出詳細資訊及規格，其後與戰鬥時由奏大建議合體，最後在羽次郎（HANE-2）與使用強壯型的德卡，用拳向下打出火舌刺激溫泉，令GUTS獵隼向天空上升後，成功完成首次合體。
其他
- 防災電池MEGA-EARTH

第五話登場，TPU因應防災需求而製作的巨型電池，儘管型號較老，但能夠提供一個大都市三天的電力容量。並保存在TPU總部補給品倉庫第9區。
唯千夏曾為了給艾雷王艾莉吸食電力而一度盜取電池，後在GUTS-SELECT的協力下才合法使用，不過當艾雷王吸食過度電力，則會有暴走的負面效果。
第13話中，唯千夏和龍門曾使用了該電池恢復了納斯迪賽號的動力。並在24話中對抗索菲亞方尖碑的任務中作為關鍵道具。

#### 機器人
- 電腦魔人泰拉費札（ / Terra Phaser）

第11話登場，TPU以「DG計畫001」開發代號之名新研發的大型機械兵器，該機械人由朝影悠一郎博士策劃和設計，交由特務三課負責開發。
該機械人能通過AI自主控制操控。能夠將儲存在背部儲存系統的特殊粒子「TR粒子」轉化成能力提供功能，並藉由由背面的四個發射光束及進行戰鬥。其右臂的機甲爪臂裝備了內部伸縮裝置，能夠在近距離攻擊發揮實力，左臂則裝備TR光束炮，能夠近距離進行光線攻擊，它還裝備肩甲衝擊砲，能夠發射一擊必殺的的TR粒子炮。此外也能夠在空中飛行和戰鬥。
泰拉費札最初的計劃可以追溯至10年前，當時TPU因對抗黑暗三巨人而規劃的新式兵器，然而隨著戰鬥的結束及初代GUTS-SELECT裁員。因此該計畫以為由遭到取消，也有著因被認為「太強大」遭到拒絕的聲浪，然而為了應對索菲亞入侵及帝卡的出現，該計劃在朝影的努力下重新啟動，在加入GUTS獅鷲的操作數據後則到完工階段。此外在10年前降落的「特空機3號 金古喬」也被認為是開發兵器的參考對象。最初，該機器人被運送到TPU第一訓練區進行操作測試，但在運輸過程中遭到了加佐特的襲擊，沒想到成為了它的第一次實戰經驗。後在經歷萊巴薩的襲擊為提高性能而進行攔截，但因為搭載的AI實戰經驗壓倒性不足，中樞遭到燒毀後則由羽次郎HANE2擔任系統指揮。
實際上，泰拉費札是專為阿加姆斯所創建的機械兵器，在第14話中，朝影以真實身份「阿加姆斯」控制了該機體，並攻擊德卡和GUTS-SELECT等人。
劇場版後半段在奏大未再次變身為帝卡前亦親自操控此機械人，並和狄娜斯共同對戰佐爾基伽洛盖撒。
身高：68公尺
體重：6萬8千噸
- TPU鍾勃格士兵（ /bellberg soldier）

第19話出現在TPU月球基地內的安保機器人，作為前線基地的保護措施使用，由於基地在被索非亞入侵後停止運作，因此沒有任何活動迹象。後來被異次元人亞波魯遙距操控，襲擊劍悟及奏大。

## 本作登場宇宙生物、怪獸、宇宙人

### 索菲亞
宇宙浮遊物體索菲亞（スフィア）
本作主要的敵役角色，來自宇宙的球形生命體，其威脅程度未知，其規模似乎遠遠大於黑暗三巨人。在一年前它同時出現在地球和火星殖民地，並阻斷了與地球與外界的交流。
智力和目的的存在是未知的，對任何呼叫都沒有反應。由自身的核變成的怪獸被稱為「索菲亞合成獸」。
在本作中，索菲亞具有母體和子體兩種型態，其中母體被稱為「索菲亞之王（巨大宇宙球體）」，子體被稱為「索菲亞士兵（巨大宇宙球體）」，在正劇中共有五個母體登場。
它的外觀和名稱與《帝納》中出現的宇宙球體幾乎相同，《帝納》登場的索菲亞，已在《傳奇》中得到少量殘餘體的確認，按時間順序與《帝納》世界觀有連續性。第15話得知是索菲亞出現在這個時代是由阿加姆斯造成的。根據藍光版附贈刊本資訊，索菲亞的真實身份，實際是《帝納》劇中登場的同種族，在按照時間軸後所留下殘餘種族的獨特進化體，索菲亞在退避到了另一個宇宙，經過慢慢發育逐漸進化為一股強大的勢力，最終達到了本作中的規模。而帝納在該世界觀的未來時空加入了對抗索菲亞的戰鬥，這是因為帝納注意到了索菲亞的動向，追踪著它們來到了《德卡》的宇宙。
索菲亞把「克服痛苦與悲傷」作為自己唯一絕對的存在意義，卻沒法在克服「自己的消亡」時帶來的「痛苦與悲傷」，反而重蹈覆轍，此這也許是主線劇情無法觸及的隱藏設定。
- 巨大宇宙球體 索菲亞之王（King Sphere）

一年前出現在世界各地的五個巨大球體。它在全球範圍內形成了一個球形屏障，並包圍了地球。
登場話數：1
- 精強宇宙球體 索菲亞士兵（Sphere Soldier）

一年前出現在世界各地的巨大球體。出現在地面上，以光線攻擊TPU使地球和火星陷入了破壞狀態。
登場話數：1,19,23
- 精強融合獸索菲亞祖魯斯（Sphere Saurus）

由索菲亞士兵融合而成的怪物。除了紮根於地下吸收能量外，它還會發出尖叫的衝擊波，伴隨大吼釋放的衝擊波引起電波障礙，讓GUTS獵隼等裝備的遠距離操控失效。
身高：68公尺
體重：6萬8千噸
登場話數：1
- 索菲亞哥莫拉（Sphere Gomora）

古代怪獸哥莫拉和索菲亞融合之後的變異體姿態。發揮出比原本的哥莫拉強大數倍的力量和攻擊力。
身高：50公尺
體重：3萬噸
登場話數：3
- 索菲亞邪神梅加隆佐亞（Sphere Megalothor）

前作<托利加>的最終怪獸,在10年後利用索菲亞細胞再次復活。
身高：65公尺
體重：7萬噸
登場話數：7,8
- 索菲亞雷德王（Sphere RedKing）

過往登場次數頗多的怪獸，本篇開始時雷德王出現,其後於地底被索菲亞附體進化而成。
身高：45公尺
體重：2萬噸
登場話數：9
- 索菲亞奈奧美加斯（Sphere Neomegas）

本篇第10話出現的人工合成怪獸,被帝卡擊敗遺下的尾部被索菲亞入侵,再次復活並向新生Guts-Select襲來。
身高：60公尺
體重：2萬5千噸
登場話數：12
- 精強融合獸索菲亞祖魯斯II（Sphere Saurus II）

第1話出現的精強融合獸,在本體的戰鬥力上吸收力量後再強化並再次出現。
身高：68公尺
體重：6萬8千噸
登場話數：14,15
- 索菲亞喬莫斯（Sphere Geomos）

與超人力霸王帝納第35,36話出現的怪獸相似,由於在反應堆內被抽取力量的索菲亞殘該突然失去控制及爆炸,引致索菲亞喬莫斯出現。
身高：68米
體重：7萬9千噸
登場話數：21
- 精強融合獸索菲亞祖魯斯III（Sphere Saurus III）

索菲亞喬莫斯用光束開啟時空洞,令未來的索菲亞祖魯斯從上空出現。
身高：68公尺
體重：6萬8千噸
登場話數：21
- 母體索菲亞祖魯斯（Mother Sphere Saurus）

本篇最終敵役角色，第23話尾段於宇宙蟲洞出現並降落在地球上的最強索菲亞之獸。推測是作為索菲亞本體的「母體索菲亞」祖魯斯化的身姿。他無視德卡和特利卡的攻擊，不僅從胸部的核心和全身的結晶體放出強大的光束進行攻擊，還超越時空將永恆核心的能量吸收到體內，進一步強大化。
身高：88米
體重：8萬5千噸
登場話數：23(尾段),24,25

### 怪獸
- 破壞闇暴龍帝斯鐸拉戈（Death Drago）

出現在前作超人力霸王Trigger第5話的怪獸，是TPU宇宙中有著「最初的怪獸」異名的破壞暴龍，由於地球被索菲亞的屏障包圍孤立化一年而復興。
身高：66公尺
體重：6萬噸
登場話數：2
- 莫斯阿甲（Monsarger）

來自麥拉尼行星，紅色強硬身軀、神秘宇宙人為了毀滅行星文明而專門製造的系列怪獸兵器。在1300年前被裝置於特殊膠囊內送到地球上，沉埋在栃木縣湯之花町的地底。受到索菲亞效應影響的因素，導致後莫斯阿甲從膠囊中覺醒。初次登場於《超人力霸王帝納》第11話及第31話。
身高：65公尺
體重：6萬8千噸
登場話數：4
- 宇宙怪獸百穆拉（Space Monster Bemular）

第4話開始時於VR模擬訓練出現的怪獸，由於奏大害怕隊友發現他的Decker身份，最後導致掃走Decker變身器的奏大被其消滅。
身高：50公尺
體重：2萬5千噸
登場話數：4
- 艾雷王 艾莉（Eleking Elly）

第5話與同屬匹特星的優子一同出現在地球,來自匹特星的水生類宇宙怪獸。因過度餵食電池及相關電子設備而體型增大，成為「湖中的貪吃鬼」，後更因吸食TPU的防災電池「MEGA-EARTH」而暴走，最終被Decker奇蹟型縮小到原有的樣貌後繼續由優子照顧。
身高：53公尺
體重：2萬5千噸
登場話數：5
- 地底怪獸古敦（Gudon）

居住在地底的原始動物。
身高：50公尺
體重：2萬5千噸
登場話數：6
- 地底怪獸泰萊斯通（Telesdon）

居住在地底的原始動物。
身高：60公尺
體重：12萬噸
登場話數：6
- 地底怪獸巴格斯（Pagos）

居住在地底、以鈾元素為食的原始動物
身高：30至52公尺
體重：2萬至3萬6千噸
登場話數：6
- 地底怪獸雙尾獸（Telesdon）

居住在地底，在數個地下巢穴中生存的遠古怪獸。
身高：45公尺
體重：1萬5千噸
登場話數：6
- 超古代植物齊傑蘭（Gijeran）

一棵巨大的超古代植物，能夠在日間會噴出花粉，令人陷入夢境並面帶笑容，難以回到現實。與《超人迪加》第45話內出現的超古代植物作用相似。
在尤奈拿出父親靜間光國經研究後可令其枯萎的除草劑後,和新生GUTS-Select隊員進行了噴洒,及後被花粉噴過的人回復了現狀。
身高：53公尺
體重：4萬2千噸
登場話數：8
- 新創獸奈奧美加斯（Neomegas）

從地下出現的擁有壓倒性力量的人工合成怪獸。除了用兩隻銳利的爪子進行攻擊之外，使胸部的水晶般的部分發光，然後從口中放出熱線。實際是海岬五和過去的恩師重永真希克隆技術產生製作，其大腦中嵌入了控制系統，並使用項鍊控制本體意識。
身高：60公尺
體重：2萬5千噸
登場話數：10
- 海獸格斯拉王（Guesra）

第10話開始時與新創獸奈奧扎爾斯戰鬥的怪獸。
身高：68公尺
體重：6萬噸
登場話數：10
- 岩石怪獸薩德拉（Sadolar）

在濃霧裏也能看清獵物的優秀視力，使用雙臂的鉗子抓住獵物來進行捕食的怪獸。初次登場於《歸來的超人力霸王》第3話
身高：60公尺
體重：2萬4千噸
登場話數：10
- 變形怪獸加佐特（Gazort）

前作超人力霸王Trigger出現的怪獸，由無數生活在電離層中的生物群聚而成的變形怪獸，擁有飛行能力，能口吐出等離子光彈。初次登場於《超人力霸王迪卡》第6話。
身高：59公尺
體重：5萬噸
登場話數：11
- 雷霆怪鳥萊巴薩（Raibasser）

於小型風暴內出現的怪鳥怪獸，能夠扇動翅膀產生強風，並從腹部發射閃電。她出現在特拉菲扎的激活實驗。
身高:55公尺
體重：2萬噸
登場話數：11
- 雷霆怪鳥雛巴薩（Hinabasser）

於小型風暴內出現的小型怪鳥怪獸，為萊巴薩的雛鳥型態，並瞄準了GUTS-SELCET的三位隊員、雄一郎及特拉菲扎作為攻擊目標。
身高:2公尺
體重：200公斤
登場話數：11
- 騷音怪獸 諾伊茨拉（Noiseler）

第14話開始時出現，初登場於《超人力霸王80》的第7話《東京無聲作戰》。
身高:60 m
體重：4萬噸
登場話數：14
- 斯皮尼（Spiny）

第15話開始時出現，來自宇宙的神秘生物。
身高:未知
體重：未知
登場話數：16
- 雙頭怪獸龐敦（Pandon）

被奏大、唯千夏及龍門三人用槍擊落的斯皮尼進入礦石內層吸收礦石力量增強而成。
身高:40 m
體重：1萬5千噸
登場話數：16
- 新宇宙傳説魔獸 滅亡大蛇（Orochi）

出現在10年前昴星的回憶，令特利卡陷入苦戰的怪獸。
身高：66公尺
體重：6萬6千噸
登場話數：17
- 古代怪獸哥美斯（Gomess）

在過往的作品不時出現，本集中段突然出現破壞城市。
身高：52公尺
體重：2萬至3萬6千噸
登場話數：17
- 大蟻超獸 阿里蓬塔（Aribunta）

與異次元人亞波魯一同出現的超獸，從地底出現在地面並破壞城市。
身高：57公尺
體重：6萬2千噸
登場話數：18
- 司法審判者加拉德隆MK2（Galactron MK2 (Mark two)）

首次在《劇場版 超人力霸王捷德》出現，遺留在月面基地一段時日，之後被索菲亞入侵內部並再次啓動。
身高：61 m
體重：6萬7千噸
登場話數：19
- 海底原人拉貢（Giant Ragon）

在過去作品不時出現，本集在過去被村民當成神明般祭拜，被封印及積壓愤怒後打破時空現身破壞城市。
身高：2至30 m
體重：100kg-2萬噸
登場話數：20
- 有翼怪獸強德拉（Chandlar）

曾在《超異象之謎》和《超人力霸王》第8話登場的怪獸，本集被阿加姆斯使用頸鍊控制。
身高：36米→50米
體重：1萬5千噸至1萬8千噸
登場話數：22

### 宇宙人
關於化身為人類型態的宇宙人，請參考超人力霸王Trigger與超人力霸王Decker角色列表#怪獸、宇宙人。
- 暗黑星人夏普雷星人（Alien Shaplay）

第4話和怪獸百穆拉於VR模擬訓練出現的宇宙人，與奏大、千夏、創守三人槍戰後，於大樓外被奏大用槍擊殺。後消散。
- 美特隆星人奈格爾（Alien Metron）

第17話出現，來自梅特龍星的宇宙人，在過去及新世代超人力霸王糸列中不時出現，本篇是作為TPU內部調查局局長。
- 異次元人亞波人（Yapool）

第18,19話出現,被人類稱為惡魔的宇宙人，帶着超獸大蟻蓬塔出現在城市並開始破壞。
備註：本作中登場的亞波人並非近年來最常見的由眾多亞波人合體而成的巨大亞波人，而是於《衛司》前期登場的原始型態的亞波人。
- 吉貝爾斯教授（Gibels）

劇場版登場來自佐佐吉加星的科學家，一個企圖征服整個宇宙的惡人。襲擊狄娜斯的母星拉維星的策劃者。
與索菲亞的戰鬥結束一年後，他率領外星人大軍入侵地球，劫持了所有日本人質，奪取了TPU和GUTS-SELECT等裝備，計劃順利進行。然而在奪回裝備的德卡阻止下，他的部隊及設施在GUTS獅鷲的攻擊下被摧毀，雖然在困境中逃到了宇宙中，但還是被德卡追上而被打敗。

## 主要演員名單
本作品的主角是通過面對面的面試來確定的，而不是大範圍招募。松本飾演的明日見奏大也是松本在日劇中首次擔任主演。
主演
- 明日見奏大 - 松本大輝[8]
- 桐野唯千夏 - 村山優香[8]
- 龍門創守 - 大地伸永[8]
- 海岬五和 -  宮澤佐江[8]
- 昴星帝司  - 黃川田雅哉[8]
- 朝影悠一郎/阿加姆斯- 小柳友[8]（3,4,9,11,12,14,15,18,21-25）（回想:19）

聲演
- HANE2(羽次郎) - 土田大[8](2-）
- 天之声 - 梶原岳人[9]
- 瑪露露 - M.A.O（特別總集編1,2,3，13）

常設
- 堀田政道 - 田久保宗稔（日语：田久保宗稔）（特別總集編1,2,3）
- 真中劍吾 - 寺坂賴我（7-8,19,23-25）[10][11]
- 靜間結名、尤莎蕾 - 豐田留妃（7-8）、（回想:15,19）[12]
- 德卡・明日見 - 谷口賢志（日语：谷口賢志）（14,15）、（回想:19）
- 蕾莉亞 - 藤山由依（日语：藤山由依）（15,22-25）（回想:18）
- 佐藤傑 - 永吉幸一郎（1,2,12,24-25）
- 野島清貴 - 西内薰（1,2,12,24-25）
- 磯崎孝則 - 樹隆（1,2,24-25）
- 明日見大志郎 - 鈴木一功（日语：鈴木一功）（1,2,25）
- 明日見志郎 - 小沼朝生 (2,19)
- 明日見時子 - 夏目實幸 (2,19)

客演
- 婦人 - 鈴木奈津子（1）
- 老婦人 - 吉田幸矢（日语：吉田幸矢）（1）
- 記者 - 石塚初美（日语：石塚初美）（1）
- 受困瓦礫的少女 - 中野深咲（1）
- 宇宙港的女子 - 武田このか（1）
- TPU教官- 寺井大介（日语：寺井大介）、羽柴敦惣（1,2）
- 逃難的男性 - 植木亨 (2)
- 濱田哲史町長- 堀內正美（日语：堀内正美）（4）
- 國重光司副町長- 斎門政之（4）
- 施工作業員- 坪勝利、寺岡雅基、茨陸翔（4）
- 優子（匹特星人）- 中村守里（日语：中村守里）（5）
- 釣魚的人 - 星一郎 (5)
- 唯千夏童年飼養的柴犬 - むーちゃん(5)
- 矢崎照美 - 山崎紫生（特別總集編1、3）
- 老婦人 - 小貫加恵（日语：小貫加恵）(6)
- 女市民A - 一之瀬友美 (6)
- 女市民B - 桃瀬陽菜 (6)
- 作業員 - 橋本祐樹（日语：橋本祐樹）、奥江明生
- 松長ゆり子(6)
- 聖彰人 - 金子隼也（日语：金子隼也）（7）[12]
- 辰巳誠也 - 高木勝也（日语：高木勝也）（7）
- 佐久間鐵心 - 水野直（日语：水野直）（回想、7）
- 七瀨日葵 - 春川芽生（回想、7）
- 女童 - 中村彩玖（7）
- 女市民 - 福島弘子（8）
- 古雷格爾人格雷斯- 中村浩二（日语：中村浩二）（9）
- 古雷格爾人彌香- 榎本遙菜（9）
- 市民A- リー正敏（9）
- 市民B- 大村早紀（9）
- 市民C- 藤屋安實（9）
- 化學班員 - 橋本祐樹（10）
- TPU警衛隊員 - 杉山あつし（10）
- 重永真希 - 野村真美（日语：野村真美）（10）
- TPU技術者 - 鈴木優也（11）
- 男市民 - 黒木俊穂 (14)
- 女市民1 - 鈴川琴音 (14)
- 女市民2 - 西谷菜菜惠 (14)
- TPU警衛隊員  - 奥屋敦士（15）
- 主婦 - 松本海希（日语：松本海希） (16)
- 門廊上的老婦人 - 青木道子 (16)
- 奈傑爾的部下 - 山本修夢（日语：山本修夢） (17)
- 龍門創守（少年時代） - 高杉侑希 (17)
- TPU特殊部隊員 - 松田淳 (17)
- TPU隊員 - 田中光輔 (17)
- 消防團員 - 越知靖 (17)
- TPU隊員 - 岩田榮慶(18)
- 浦澤凪 - 竜典子 (20)
- 浦澤凪（少女時期） - 野田明里（日语：野田あかり）(20)
- 堀内 - 高橋麻琴（日语：高橋麻琴）(20)
- 建設作業員 - 安保匠 (20)
- 建設作業員的妻子 - 青山真利子 (20)
- 羅權眾A - 栗橋勇 (20)
- 羅權眾B - 中野貴雄 (20)
- 海童市市民 - 鈴木輝生、苅田裕介、金子大介、高瀬翔太、津村憲央、永田竜太朗、野口将男 (20)
- 羅権眾 - ブンクワン孝弘、リー正敏、相場宏 (20)
- 檜山雄二 -  阿部翔平（日语：阿部翔平） (21)
- 技師 - 芳川司(21)
- 柴犬法羅斯 - いちご (22)
- TPU警備員 - 國重光司 (23)
- 市民 - 椿克之 (23)
- TPU技術者A - 前田竜治 (24,25)
- TPU技術者B - 永井圭太 (24,25)
- TPU技術者C - 久田悠貴 (24,25)
- TPU技術者D - 川野愛起 (24,25)
- 接電話的男性 - 伊根健一朗 (25)
- 接電話的女性 - 中谷水嶺 (25)

其他聲演
- 火星的男子聲音(1)/新聞報導（14） - 本鄉章
- 麥拉尼行星翻譯軟體 - 向井莉生（4）
- 卡露蜜拉 - 上坂堇（7-8）
- 梅特龍星人奈傑爾 - 甲斐田裕子（17）
- 亞波人 - 菊池康弘（日语：菊池康弘）（18-19）
- 母體索菲亞 - 大原沙耶香 (25)

戲服演員
- 超人力霸王Decker [13] - 岩田榮慶（日语：岩田栄慶）
- 超人力霸王Trigger(7-8) 、萊巴薩（11）、滅亡大蛇(17)、超人力霸王帝納 (21,22)- 石川真之介（日语：石川真之介）
- 索菲亞祖魯斯(1、14)、巴格斯(6) - 高橋舜
- 米克拉斯 (2-5) 、哥莫拉 (3)、泰莱斯通(6)、溫達姆(9)、格斯拉王（10）、庞敦（16）、梅特隆星人奈格爾 (17)、索菲亞雷德王 (23)- 新井宏幸（日语：新井宏幸）
- 帝斯鐸拉戈(2-3) 、莫斯阿甲(4)、阿基拉 (6) 、索菲亞梅加隆佐亞(7-8)、奈奧美加斯(10）/索菲亞奈奧美加斯(12)、哥美斯（S） (17)、加拉特隆MK2 (19)、索菲亞哥摩拉 (23)- 梶川賢司（日语：梶川賢司）
- 百慕拉(4) 、米克拉斯 (9)、特拉菲扎 (14,15,18,21 - 25)、钟勃格士兵 (19)、拉貢 (20)  - 岡部暁
- 夏普雷星人 (4) - 福島弘之
- 艾雷王 (5) 、古敦 (6)、加佐特（11）希特拉姆 (17)、阿里蓬塔 (18)、钟勃格士兵 (19)、強德拉 (22)、索菲亞尼奥美加斯 (23)- 永地悠斗（日语：永地悠斗）
- 匹特星人 (5) - 湯原愛子
- 匹特星人(5) 、瑪露露 - 丸田聡美（日语：丸田聡美）
- 卡露蜜拉(7-8) - 安川桃香
- 薩德拉（10）-矢倉翔太
- 古雷格爾人格雷斯(9) 特拉菲扎（11-12）、阿基拉（14）、亞波人 (18,19)、索菲亚乔莫斯 (21)、母體索菲亞祖魯斯 (23 - 25) -桑原義樹（日语：桑原義樹）
- 溫達姆（14）-瀬名日出樹
- 馬露露 (特別總集編3) - 武田彩里

## 播放列表
以下時間以當地時間（日本時間）為準
| 日本/中國大陸首播 | 香港首播 ViuTV台灣首播 MOMO親子台 | 集數       | 標題漢譯                   | 登場怪獸・宇宙人・闇之巨人・機械人 | 其他登場的超人/變身者                 | 奏大的超級次元導覽介紹                                     | 編劇                | 導演     |
| ----------------- | --------------------------------- | ---------- | -------------------------- | --- | ------------------------------------- | ---------------------------------------------------------- | ------------------- | -------- |
| 2022/07/02        | -                                 | 0          | 超人力霸王德卡開播前特別篇 | - | -                                     | -                                                          | 足木淳一郎          | 村上裕介 |
| 2022/07/09        | 2022/10/082022/11/13              | 1          |                            | - 精強融合獸索菲亞祖魯斯 - 巨大宇宙球體索菲亞之王 - 精強宇宙球體索菲亞士兵                                                                 | -                                     | 超人帝卡(閃光型) ウルトラマンデッカー フラッシュタイプ     | 根元歲三            | 武居正能 |
| 2022/07/16        | 2022/10/152022/11/20              | 2          |                            | - 破壞暴龍帝斯鐸拉戈 | -                                     | 米克拉斯 ミクラス                                          | 根元歲三            | 武居正能 |
| 2022/07/23        | 2022/10/222022/11/27              | 3          |                            | - 索菲亞哥莫拉 | -                                     | 超人帝卡(強壯型) ウルトラマンデッカー ストロングタイプ     | 根元歲三            | 武居正能 |
| 2022/07/30        | 2022/10/292022/12/04              | 4          | 破壞獸覺醒                 | - 莫斯阿甲 - 宇宙怪獸百穆拉 - 暗黑星人 夏普雷星人                                                                                          | -                                     | 莫斯阿甲 モンスアーガー                                    | 中野貴雄            | 辻本貴則 |
| 2022/08/06        | 2022/11/052022/12/11              | 5          | 湖裡的貪吃鬼               | - 艾雷王 艾莉 - 小艾雷王 艾莉 - 匹特星人 優子                                                                                              | -                                     | 超人帝卡(奇蹟型) ウルトラマンデッカー ミラクルタイプ       | 中野貴雄            | 辻本貴則 |
| 2022/08/13        | -                                 | 特別篇(SR) |                            | - 第1至5話出現的怪獸/宇宙人 - 超人力霸王特利卡 第25話 - 超人力霸王特利卡 特別篇 Z                                                          | -                                     | -                                                          | 足木淳一郎          | 村上裕介 |
| 2022/08/20        | 2022/11/122022/12/18              | 6          | 地底怪獸出現！出現了！     | - 地底怪獸古敦 - 地底怪獸泰萊斯通 - 地底怪獸巴格斯 - 地底怪獸雙尾獸                                                                        | -                                     | 阿基拉 アギラ                                              | 中野貴雄            | 辻本貴則 |
| 2022/08/27        | 2022/11/192022/12/25              | 7          |                            | - 卡露蜜拉(CV：上坂堇) - 索菲亞邪神梅加隆佐亞 - 超古代植物齊傑蘭（第8話）                                                                  | 超人力霸王特利卡/真中劍悟             | 超人力霸王特利卡(複合型) ウルトラマントリガー マルチタイプ | 久彌直樹            | 坂本浩一 |
| 2022/09/03        | 2022/11/262023/01/01              | 8          |                            | - 卡露蜜拉(CV：上坂堇) - 索菲亞邪神梅加隆佐亞 - 超古代植物齊傑蘭（第8話）                                                                  | 超人力霸王特利卡/真中劍悟             | 超人力霸王特利卡(力量型) ウルトラマントリガー パワータイプ | 久彌直樹            | 坂本浩一 |
| 2022/09/10        | 2022/12/032023/01/08              | 9          |                            | - 紅王 - 索菲亞紅王 - 古雷格爾人格雷斯 | -                                     | 溫達姆 ウインダム                                          | 皐月彩              | 坂本浩一 |
| 2022/09/17        | 2022/12/102023/01/15              | 10         |                            | - 新創獸奈奥美加斯 - 海獸格斯拉王 - 岩石怪獸薩德拉                                                                                         | -                                     | 超人力霸王特利卡(空中型) ウルトラマントリガースカイタイプ  | 根元歲三            | 越知靖   |
| 2022/09/24        | 2022/12/172023/01/22              | 11         | 機神出擊                   | - 雷霆怪鳥萊巴薩 - 雷霆怪鳥雛巴薩 - 電腦魔人特拉菲扎 - 變形怪獸加佐特                                                                      | -                                     | -                                                          | 根元歲三/足木淳一郎 | 越知靖   |
| 2022/10/01        | 2022/12/242023/01/29              | 12         |                            | - 索菲亞奈奥美加斯 - 電腦魔人特拉菲扎(羽次郎)HANE 2                                                                                        | -                                     | 索菲亞奈奧美加斯 スフィアネオメガス                        | 根元歲三/足木淳一郎 | 越知靖   |
| 2022/10/08        | 2022/12/312023/02/05              | 13         |                            | - 第1、2、5、7、9、11話出現的怪獸/宇宙人/電腦魔人特拉菲扎                                                                                  | -                                     | -                                                          | 內田直之            | 鶴田幸伸 |
| 2022/10/15        | 2023/01/072023/02/12              | 14         | 魔神誕生                   | - 騷音怪獸 諾伊茨拉 - 精強融合獸索菲亞祖魯斯II - 電腦魔人特拉菲扎(阿加姆斯)                                                                | -                                     | 精強融合獸索菲亞祖魯斯 スフィアザウルス                    | 根元歲三            | 武居正能 |
| 2022/10/22        | 2023/01/142023/02/19              | 15         |                            | - 精強融合獸索菲亞祖魯斯II - 電腦魔人特拉菲扎(阿加姆斯)                                                                                    | 戴拿奥特曼(出現在帝卡·明日見的記憶內) | 超人帝卡(強勁型) ダイナミックタイプ                        | 根元歲三            | 武居正能 |
| 2022/10/29        | 2023/01/212023/02/26              | 16         |                            | - 宇宙生物斯皮尼 - 雙頭怪獸龐敦 | -                                     | -                                                          | 皐月彩              | 中川和博 |
| 2022/11/05        | 2023/01/282023/03/05              | 17         | 來自過去的調查             | - 梅特隆星人奈格爾 - 新宇宙傳說魔獸 滅亡大蛇（出現在回憶） - 古代怪獸哥美斯 - 修朵拉姆（出現在回憶）                                       | -                                     | 俊敏策士修朵拉姆 俊敏策士ヒュドラム                        | 繼田淳              | 中川和博 |
| 2022/11/12        | -                                 | 特別篇(SR) | 特拉菲扎的威脅             | - 第1、3、5、6、9、11至17話出現的怪獸/宇宙人/電腦魔人特拉菲扎 - 《超人力霸王特利卡》第6及第8話 - 《超人力霸王Z》第25話 - 機器魔神 戴斯法薩 | -                                     | -                                                          | -                   | -        |
| 2022/11/19        | 2023/02/042023/03/12              | 18         |                            | - 卡露蜜拉(與特利卡出現在奏大的回憶) - 異次元人亞布魯 - 大蟻超獸 阿里蓬塔 - 電腦魔人特拉菲扎(阿加姆斯)                                     | -                                     | 索菲亞士兵 スフィアソルジャー                              | 久彌直樹            | 坂本浩一 |
| 2022/11/26        | 2023/02/112023/03/19              | 19         | 月球表面的戰士們           | - 異次元人亞布魯 - 司法審判者加拉德隆MK2(索菲亞附體) - 精強宇宙球體索菲亞士兵 - 卡露蜜拉(與特利卡出現在奏大的回憶) - 钟勃格士兵            | 超人力霸王特利卡/真中劍悟             | 閃耀托利加永恆 グリッタートリガーエタニティ                | 久彌直樹            | 坂本浩一 |
| 2022/12/03        | 2023/02/182023/03/26              | 20         |                            | - 海底原人拉貢 | -                                     | -                                                          | 中野貴雄            | 田口清隆 |
| 2022/12/10        | 2023/02/252023/04/02              | 21         | 繁榮的代價                 | - 索菲亞喬莫斯 - 精強融合獸索菲亞祖魯斯III - 電腦魔人特拉菲扎(阿加姆斯)                                                                    | 戴拿奥特曼                            | 戴拿奥特曼(閃光型) ウルトラマンダイナ フラッシュタイプ     | 根元歲三/足木淳一郎 | 田口清隆 |
| 2022/12/17        | 2023/03/042023/04/09              | 22         | 衰亡的巴孜特               | - 有翼怪獸強德拉(阿加姆斯控制) - 電腦魔人特拉菲扎(阿加姆斯)                                                                                | 戴拿奥特曼                            | 迪迦奥特曼(複合型) ウルトラマンティガ マルチタイプ         | 根元歲三/足木淳一郎 | 辻本貴則 |
| 2022/12/24        | 2023/03/112023/04/16              | 23         | 絕望的天空                 | - 索菲亞哥莫拉 - 索菲亞紅王 - 索菲亞奈奥美加斯 - 精強宇宙球體索菲亞士兵 - 母體索菲亞祖魯斯 - 電腦魔人特拉菲扎(阿加姆斯)                    | 超人力霸王特利卡/真中劍悟             | 母體索菲亞祖魯斯 マザースフィアザウルス                    | 根元歲三/足木淳一郎 | 辻本貴則 |
| 2023/01/07        | -                                 | 特別篇(SR) | 站起來吧！德卡             | - 第1至23話出現的怪獸/宇宙人 - 超人力霸王特利卡 第24及25話 - 超人傳奇                                                                      | -                                     | -                                                          | -                   | -        |
| 2023/01/14        | 2023/03/182023/04/23              | 24         |                            | - 母體索菲亞祖魯斯 - 電腦魔人特拉菲扎(阿加姆斯)                                                                                            | 超人力霸王特利卡/真中劍悟             | -                                                          | 根元歲三            | 武居正能 |
| 2023/01/21        | 2023/03/252023/04/30              | 25(最終話) |                            | - 母體索菲亞祖魯斯 - 電腦魔人特拉菲扎(羽次郎)HANE 2                                                                                        | 超人力霸王特利卡/真中劍悟             | -                                                          | 根元歲三            | 武居正能 |

## 製作團隊
- 監修 - 塚越隆行[14]
- 製作統括 - 永竹正幸[14]
- 製作 - 隠田雅浩[14]
- 企劃 - 黒澤桂、大矢陽久、春山ゆきお、田中快、濵田健二、櫻井優香
- 總製作人 - 北浦嗣巳[14]
- 製作人 - 岡本有将・大石淳子（東京電視台）、嵯峨隼人[14]
- 音樂 - 末廣健一郎、得田真裕、坂部剛（日语：坂部剛）
- 音樂製作人  - 関根陽一
- 音樂制作 - Lantis
- 音樂協力 - 東京電視台音樂（日语：テレビ東京ミュージック）
- 副製作人 - 村山和之[14]
- 節目宣傳 - 徳田良平
- 企劃經理 - 飯田将太（東京電視台）
- 企劃協力 - 仲井智徳
- 劇本統籌 - 根元歳三、足木淳一郎[8]
- 編劇 - 中野貴雄、継田淳（日语：継田淳）、ハヤシナオキ、皐月彩（日语：皐月彩）、鶴田幸伸[8]
- 主導演 - 武居正能（日语：武居正能）[8]
- 導演 - 辻本貴則（日语：辻本貴則）、坂本浩一、越知靖、内田直之、中川和博、田口清隆[8]
- 攝影 - 村川聡
- 燈光 - 小笠原篤志
- 美術 - 木場太郎
- 録音 - 星一郎
- 操演 - 根岸泉
- 場記 - 山内薫
- 剪輯 - 矢船陽介（日语：矢船陽介）
- 選角 - 島田和正
- 助理導演 - 越知靖
- 特攝助理導演 - 内田直之、宮崎龍太
- 行動協調 - 寺井大介（日语：寺井大介）
- 視覚効果 - 三輪智章
- 視覺特效協調員 - 豊直康
- 特殊造形 - 亀田義郎、原規弘
- 角色設計 - 後藤正行
- 背景 - 島倉二千六（日语：島倉二千六）
- 装飾・小道具 - 大藤邦康
- 服裝 - 小木田浩次
- 髮型 - 梶清恵
- 分鏡畫 - なかの★陽
- 皮套演员協助 - 大野まゆみ
- 設定監修 - 渋谷浩康
- 角色道具服維護 - 宮川秀男、花谷充奏
- 片名標準字設計 - 竹内純
- 劇中標誌、各集副標題字幕設計 - 井野元大輔
- 羽次郎設計- 祖蔵宝太郎
- 地学監修 - 芝原暁彦（日语：芝原暁彦）
- 導演助手 - 林達也、笹原匠、奥野竜也
- 攝影助手 - 末吉真、安藤昇児、岡本花梨
- 特攝助手 - 小泉利巧
- 燈光助手 - 斎藤順、橋口祐介、今村志帆乃、鹿森大輝
- 録音助手 - 澤村開、南川淳
- 美術助手 - 梶正幸、倉田友衣子、黒川洋平、宮原陸、宮田達成
- 操演助手 - 上田健一、秀平良忠、佐藤康平、
- 髮妝助理 - 森美登里
- 音響効果 - 古谷友二
- 助理製片人 - 徳田聖人
- 超人力霸王Decker製作委員会
- 製作 - 圓谷製作、東京電視台、電通

## 樂曲

### 片頭曲
「Wake up Decker! 」
- 演唱：SCREEN mode/ 作詞：松井洋平（日语：松井洋平）/作曲、編曲：太田雅友

### 片尾曲
「カナタトオク」（1-13話）
- 演唱：影山浩宣 / 作詞、作曲：影山浩宣 / 編曲：寺田志保（日语：寺田志保）

「ヒカリカナタ」（14-25話）
- 演唱：影山浩宣 / 作詞、作曲：影山浩宣 / 編曲：ケンシロー

### 插入曲
「  」（8話）
- 演唱：佐久間貴生 / 作詞、作曲：R・O・N（日语：R・O・N） / 編曲：R・O・N（日语：R・O・N）

## 其他相關媒體

### 電影
《超人力霸王德卡最終章：旅途的彼方...》（日语：ウルトラマンデッカー最終章 旅立ちの彼方へ…）為2023年圓谷製作的特攝片《超人力霸王德卡》的劇場版電影。2023年2月23日於日本上映，同時於圓谷影視平台「TSUBURAYA IMAGINATION」的作品獨家發行。
2023年2月4日，圓谷宣佈本作於美國時間2月23日於圓谷海外專屬影視平台「ULTRAMAN CONNECTION」上架。6月22日，本片於香港首映，並於6月24日限時上映。於首映當日，中村加彌乃於奧海城舉行的見面會與觀眾現場互動。
2023年6月30日，該電影於臺灣上映，為宣傳該電影，松本大輝、村山優香、中村加彌乃三位演員則於6月10日舉辦兩場「劇場版主角直擊限定特映會」前往臺灣與觀眾現場互動。
概要
本電影為《超人力霸王德卡》的後日談及正式完結篇，時間點設定於《德卡》最終話的一年後，此外電影則引進了全新角色「超人力霸王帝納斯」，並展開一場多方的命運大決戰。
導演武居正能提及在此劇場版電影出現的帝納斯，是屬於德卡的完結，同時亦是新的開始。
故事大綱
一道奇異的聲音在天空中迴盪。戶外的民眾間連失去知覺，最後消失。等待著新生GUTS-SELECT，是接連襲來的外星人大軍，以及以漆黑要塞戰艦「索爾伽斯」意圖扭曲宇宙的統治者「吉貝爾斯教授」，一位自稱認識吉貝爾斯的神秘女子「帝納斯」突然降臨在苦苦掙扎的奏大等人面前，她聲稱擁有神秘的力量。並與GUTS-SELECT聯手。於是，奏大、帝納斯和GUTS-SELECT的生死決戰開始了！

#### 演員表
GUTS-SELECT
- 明日見奏大 - 松本大輝
- 桐野唯千夏 - 村山優香
- 龍門創守 - 大地伸永
- 海岬五和 -  宮澤佐江
- 昴星帝司  - 黃川田雅哉

其他角色
- 帝納斯 - 中村加彌乃

TPU
- 佐藤傑 - 永吉幸一郎
- 野島清貴 - 西内薰
- 磯崎孝則 - 樹隆

聲演
- HANE2(羽次郎) - 土田大
- 異次元宇宙人伊卡魯斯星人 - 關智一
- 吉貝爾斯教授 - 中尾隆聖
- 貝丹星人 - 團長安田（日语：団長安田）
- 庫卡拉奇星人 - HIRO（日语：HIRO_(お笑い芸人)）
- 泽朗星人 - 小黑
- 加爾梅斯星人 - 荒井義久
- 夏普雷星人 - 本鄉章
- 古雷格爾人格雷斯- 中村浩二（日语：中村浩二）
- 梅特龍星人奈傑爾 - 甲斐田裕子
- 馬格馬星人
- 殺戮宇宙人HUPNATH
- 宇宙機器人 金古橋
- 银河皇兽千兆洛凯撒
- 實驗要塞艇 佐爾加維斯

主題曲
- 『ソラノカナタへ』
- 演唱：影山浩宣 / 作詞、作曲：影山浩宣 / 編曲：景山菜奈

插入曲
- 『Wake up Decker! 』
- 演唱：SCREEN mode/ 作詞：松井洋平（日语：松井洋平）/作曲、編曲：太田雅友

### 衍生劇
《GUTS-SELECT交流記：歸來的特務3課》（GUTS-SELECT交流記 ～帰ってきた特務３課～）
以特務三課為主題的衍生劇將於2022年10月作為影視平台「TSUBURAYA IMAGINATION」的原創作品獨家發行，監督由村上裕介擔任，編劇則由足木淳一郎擔任，全五話。

#### 演員表
- 瑪露露 -M.A.O（聲演）
- 堀田政道 - 田久保宗稔（日语：田久保宗稔）
- 明日見奏大 - 松本大輝
- 桐野唯千夏 - 村山優香
- 龍門創守 - 大地伸永
- 海岬五和 -  宮澤佐江
- 昴星帝司  - 黃川田雅哉
- HANE2(羽次郎) - 土田大（聲演、2）
- 優子（匹特星人）- 中村守里（日语：中村守里）（聲演、3）

### 廣播劇
超級夏季情報局（ウルサマ情報局）
與《Decker》本劇一同在圓谷Youtube頻道配信，為圓谷每年舉辦的企劃活動「ウルサマ2022」特別製作的廣播劇。
聲演
- 黑暗特利卡 - 細貝圭（日语：細貝圭）（第1話）
- 怪盗希瑪拉 - 八塚竜也（第1話）
- 超人力霸王Z - 畠中祐（第2・3話）
- 红莲火焰 - 関智一（第2話）
- 超人力霸王傑洛 - 宮野真守（第2話）
- 超人力霸王衛司 - 関智一（第3話）
- 貝利亞魔劍 - 小野友樹（第3話）
- 斯蒂尔星人 - 直塚和紀（第3話）
- 超人力霸王捷德 - 濱田龍臣（第4話）
- 超人力霸王貝利亞 - 小野友樹（第4話）
- 超人力霸王大河- 寺島拓篤（第5話）
- 超人力霸王泰塔斯- 日野聰（第5話）
- 超人力霸王風馬- 葉山翔太（日语：葉山翔太）（第5話）
- 雷布拉德星人 - 哈里金子（日语：かねこはりい）（第5話）

## 播放詳情
日本
- 東京電視台、大阪電視台

播出日期：2022年7月9日-2023年1月21日
播出時間：每周六 09:00-09:30（日本時間）
| 播放日期                   | 播放時間（UTC+9） | 播放電視台 | 播放地區   | 備註 |
| -------------------------- | ----------------- | ---------- | ---------- | ---- |
| 2022年7月9日-2023年1月21日 | 每週六 09:00      | 東京電視台 | 關東廣域區 |      |
| 2022年7月9日-2023年1月21日 | 每週六 09:00      | 大阪電視台 | 大阪府     |      |

中国大陆
- 网络平台
- 爱奇艺、腾讯视频、优酷、哔哩哔哩

播出日期：2022年7月9日-2023年1月21日
播出時間：每周六 10:00
台灣
- 網絡平台
- 巴哈姆特動畫瘋、LiTV 線上影視、LINE TV、FriDay影音

播出日期：2022年7月10日-2023年1月22日
播出時間：每週日 09:00
- 官方台灣Youtube

播出日期：2022年7月19日起
播出時間：每週六
- 電視頻道
- momo親子台

播出日期：2022年11月13日-2023年4月30日
播出時間：每週日 17:30 首播、每週五 22:30 重播
香港
- ViuTV

播出日期：2022年10月8日-2023年3月25日
播出時間：逢星期六 09:30-10:00（香港時間，但實際播出時間仍視乎當日有沒有NBA直播而定）
*不設中文字幕

## 外部連結
- 《超人力霸王Decker》圓谷官方網站 （页面存档备份，存于）（日語）
- 《超人力霸王Decker》官方網站 （页面存档备份，存于）（日語）
- 《超人力霸王系列》遊戲機台官網 （页面存档备份，存于）（日語）
- 《超人力霸王系列》萬代官網 （页面存档备份，存于）（日語）
- 《超人力霸王系列》官方推特 （页面存档备份，存于）（日語）